# Bunezoá

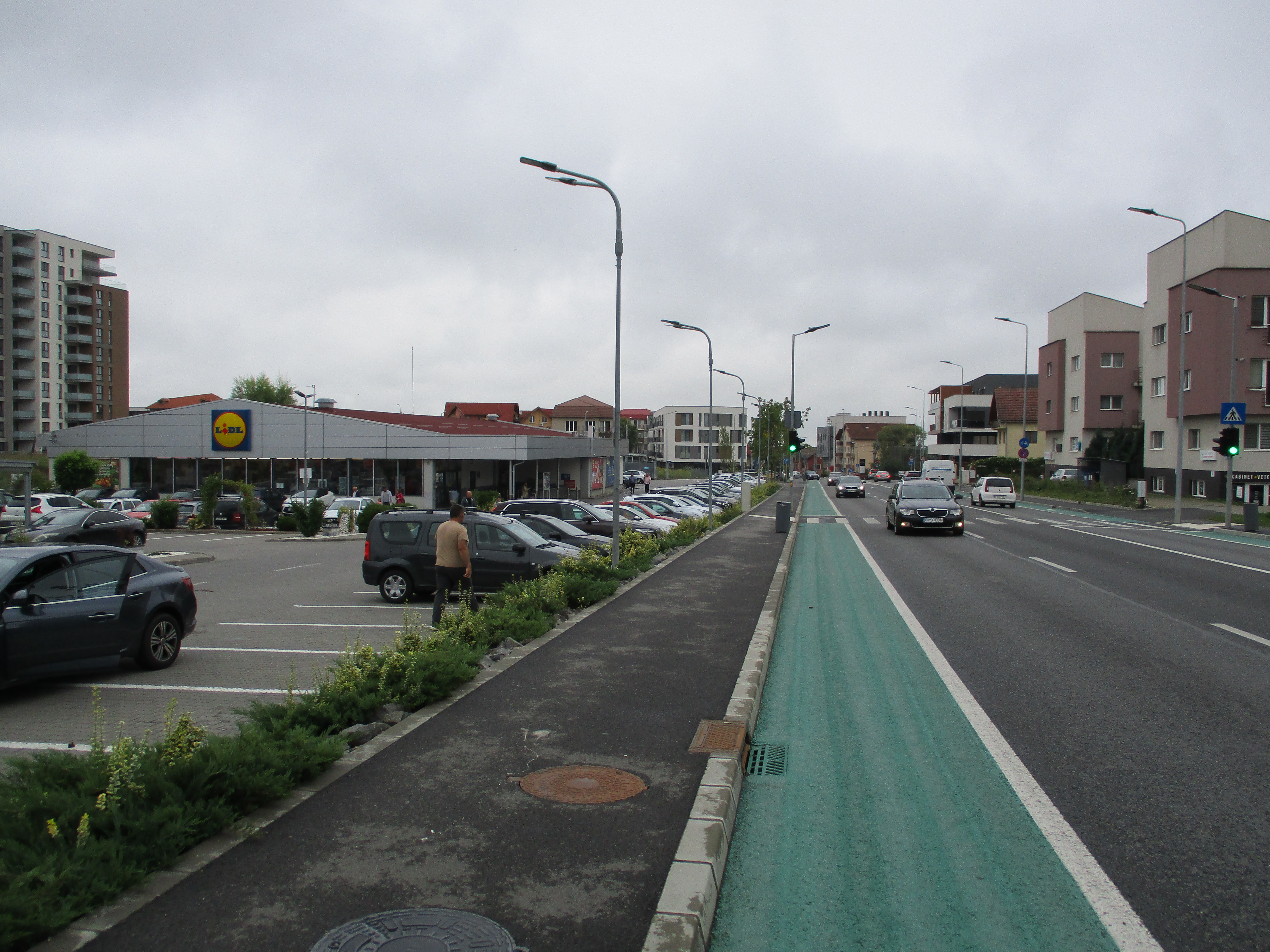
A Bună ziua utca, a lakónegyed fő utcája

A Bunezoá (románul: Cartierul Bună Ziua) Kolozsvár egyik városnegyede.

## Fekvése
A város délkeleti részén fekszik a Feleki-tető aljában, a Békás és a Tordai út között, a Tisztviselőtelep feletti domboldalon, az egykori, azonos nevű gyümölcsös helyén. Fő útvonala a Tordai útról elágazó és rá merőlegesen vezető, a negyed nevét adó utca, amely a Györgyfalvi útba torkollik. Napjainkban ezen az út része a kolozsvári terelőútnak, a Erdőfelek felől érkező tehergépkocsik ezen az úton ereszkedhetnek le a városba. A negyed délkeleti részét Békásnak nevezik az itt átfolyó patak neve után. A Békás tulajdonképpen a patak bal partjától északra emelkedő magaslat, a patak felé lejtő oldal. A negyedtől keletre, a Györgyfalvi-negyed meghosszabbításában van a Borháncs-telep.

## Története

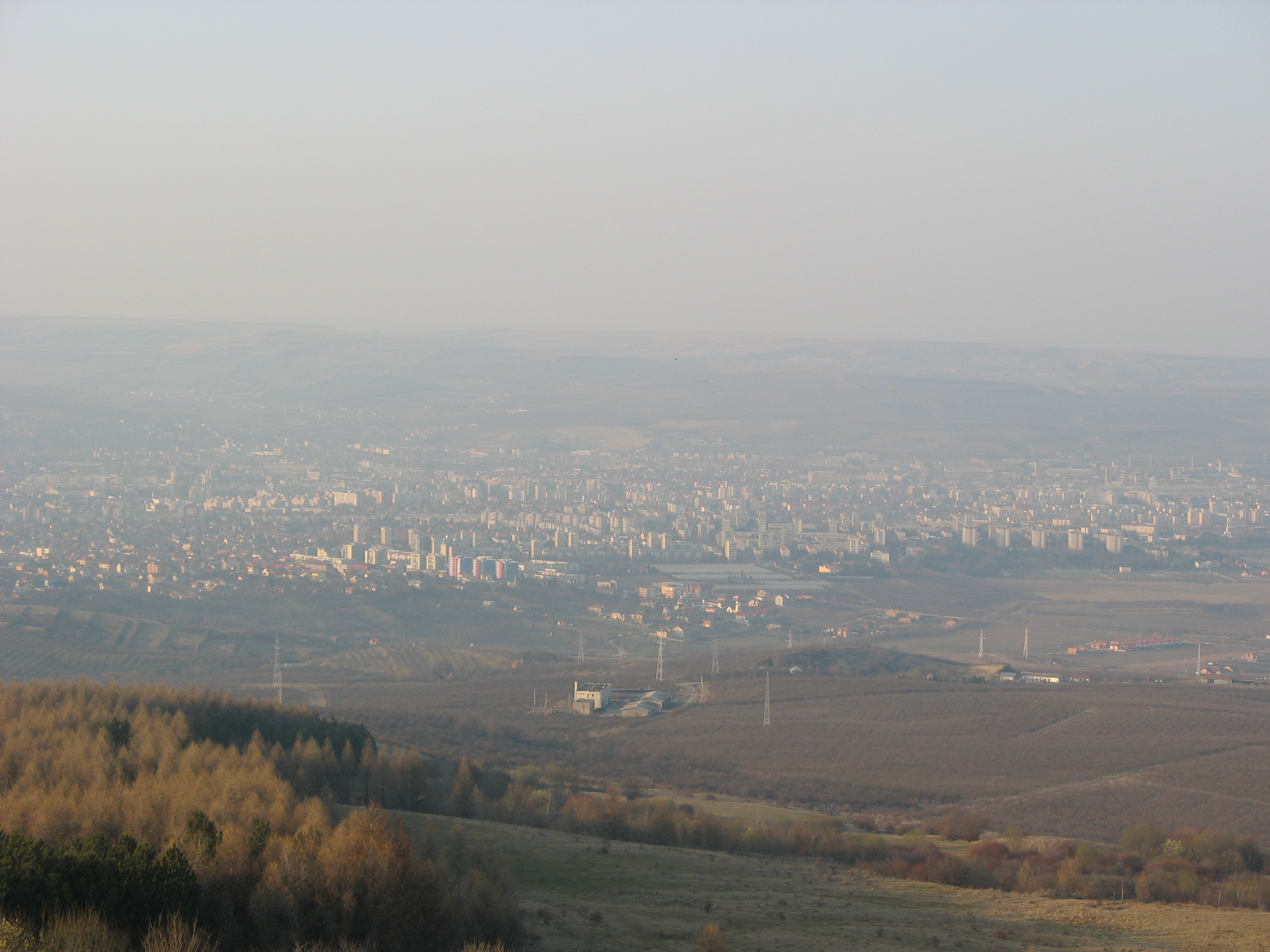
Kolozsvár látképe az erdőfeleki útról. A városnegyed a bal oldali háznegyed.

Első említése a 18. század elejéről származik. Szathmári Pap Mihály kolozsvári református kollégiumi professzor 1804. március 3-án kelt végrendeletében ingatlanai között felsorolja a többek között a Bunezoában található gyümölcsösét és szántóföldjeit. 1849-ben Lengyel Dániel honvéd törzsorvos is említést tesz róla: „a Felek szomszédságában levő Szálas nevű erdő aljában vannak a Békás-patak és Bunezoa nevet viselő gyümölcsösök s a többnyire víztelen Békás patak melyben alabástrom terem”. Ugyancsak az ő feljegyzéseiből ismert, hogy 1829-ben a református kollégisták a Bunezoá nevű ligetben ünnepelték a majálist. 1835-ből származik Incze Mihály orvosprofesszor levele, amelyben gyerekeivel megosztja a városbeli tulajdonait, többek között egy bunezoai földet.
Nevének eredetére pontos adatok nincsenek. Herepei János kolozsvári történész szerint a gyümölcsös neve vidám kedélyhangulatnak tulajdonítható, ugyanis a Kolozsvárra tartó feleki románok a gyümölcsös közelében ereszkedtek le és az itt kertészkedőknek minden egyes alkalommal bekiáltották, hogy Bună ziua!, azaz Jó napot!
Szabó T. Attila gyűjtéséből ismert, hogy ez az elnevezés Erdély más városaiban is előfordult, többek közt Nagyenyeden (Bunezo), Sárdon (Bunozo), Radnóton (Banezo) stb. Az összes névváltozat az eredeti román köszöntés erős torzítása így valószínűsíthető, hogy a helynév magyar ajkon keletkezett és használtatott.
A városrész az 1989-es forradalom utánig megőrizte mezőgazdasági jellegét. A gyümölcsösöket, szántóföldeket elsősorban hóstáti gazdák birtokolták. A 2000-es évek elején építkezési hullám söpört végig a negyeden, ekkor épültek fel a néha többemeletes, rendszertelenül összezsúfolt lakóházak. Napjainkban elsősorban lakónegyed, mindössze a Tordai útra eső végén telepedett meg néhány autószerviz és kisebb irodaház.